# Havstensfjorden (naturreservat)
Havstensfjorden är ett naturreservat i havsviken Havstensfjorden i Högås och Herrestads socknar i Uddevalla kommun i Bohuslän. Större delen av reservatet ingår i EU-nätverket Natura 2000 och det förvaltas av Västkuststiftelsen.
Havstensfjorden är en av få stora, relativt orörda grunda vikar, med högproduktiva bottnar i den inre skärgården. Området har stor betydelse som yngelplats för fisk och som sträck- och häckningslokal för många fågelarter. Bottnarna består av ålgräsängar omväxlat med ler- och sandbottnar samt ostron- och musselbankar. Fjorden omges av låglänta strandängar och betesmarker